# Amanda Woodward
Ne doit pas être confondu avec Amanda Woodward Burns.
Amanda Woodward est un groupe d'emo et screamo français, originaire de Caen, dans le Calvados. Mélodiques, leurs morceaux sont empreints de tension et d'énergie. Les textes, plutôt originaux, sont hurlés en français.

## Biographie
Amanda Woodward est formé en décembre 1999 à Caen, dans le Calvados. En été 2000, le groupe enregistre sa première démo auto-produite sans titre,. Cette démo est par la suite rééditée en 2001 par le label Stonehenge en format vinyle 10". En hiver la même année, le groupe commence les enregistrements de son premier album, Ultramort, qui sera publié un an plus tard, en 2002, en format CD par le label Destructure Records, et au format vinyle en 2003 par le label Chimère. 
En hiver 2002, Amanda Woodward commence à enregistrer l'EP Pleine de grâce qui est publié en 2003 au format CD au label Waiting for Angel, et au format vinyle 7" aux labels Pure Pain Sugar et Code of Ethics. En 2003, le groupe enregistre son troisième album La Décadence de la décadence, réalisé et mixé par Didier Tillit au studio BMT,,. Il comprend un total de huit titres, est publié en 2004 aux labels Earthwatersky Connection en Europe (CD/12"), Level Plane Records en Amérique du Nord (CD), Codes of Ethics en Amérique du Nord (12") et en 2005 sur Paranoid Records en France (CD). En 2006, le groupe publie le vinyle Meurt la soif, avant de se séparer en 2007.

## Discographie
- 2000 : CD démo (8 titres ; réédité en 2001)
- 2002 : Ultramort
- 2003 : Pleine de grâce (EP 3 titres)
- 2004 : La Décadence de la décadence
- 2005 : Discographie (regroupe plusieurs démos et EP du groupe)
- 2006 : Meurt la soif (vinyle 7" 2 titres)